# Thurins
Thurins es una comuna francesa situada en el departamento de Ródano, de la región de Auvernia-Ródano-Alpes.

## Demografía
| 1 493 | 1 541 | 1 619 | 1 792 | 2 104 | 2 451 | 2 800 | 3 015 |
| Para los censos de 1962 a 1999 la población legal corresponde a la población sin duplicidades (Fuente: INSEE [Consultar]) |       |       |       |       |       |       |       |